# Allary Éditions
Pour les articles homonymes, voir Allary.
Allary Éditions est une maison d'édition indépendante française fondée par Guillaume Allary, ancien enseignant de philosophie nancéien, passé par la Maison d'éducation de la Légion d'honneur, puis Flammarion, Hachette Littératures et NiL Éditions.
Maison généraliste, Allary Éditions publie des romans, essais et bandes dessinées, en limitant sa production à une quinzaine de titres par an. Elle affiche sa volonté de publier des titres de fond, qui s’inscrivent dans la durée, des auteurs de référence capables de s’adresser au plus grand nombre.

## Publications

### Les deux séries à succès deRiad Sattouf
L’Arabe du futur (vendue à 3 millions d’exemplaires, traduite dans 23 pays et récompensée, entre autres, par un Fauve d’Or à Angoulême, le Los Angeles Times Graphic Novel Prize et le prix d’Excellence au Japan Media Arts Festival) et Les Cahiers d'Esther (vendue à 2 millions exemplaires, traduite en 10 langues et récompensée par le prix Max und Moritz en Allemagne).

### Des livres illustrés
Notamment Géoconscience par le cosmographe Maxime Blondeau ou Forteresses allemandes dans la France libérée par l'historien Stéphane Simmonet.

### Des ouvrages de philosophie
Comme ceux de Charles Pépin (auteur des best-sellers Les Vertus de l’échec, La Confiance en soi, La Rencontre), Alexandre Lacroix (Devant la beauté de la nature, Comment ne pas être esclave du système, Apprendre à faire l’amour) ou Sophie Galabru (Faire famille). 

### Des essais politiques et sociétaux
Ceux du député Raphaël Glucksmann (auteur de plusieurs best-sellers dont Les enfants du vide, 2018 ou La Grande Confrontation, 2023), de David Djaïz (Slow Démocratie, 2019 ou La Révolution obligée) ou de l’essayiste féministe Lauren Bastide (Présentes, 2020 ; Futures, 2022).

### Des enquêtes
Notamment celle de Matthieu Aron et Caroline Michel-Aguirre, Les Infiltrés – Comment les cabinets de conseils ont pris le contrôle de l’État, à l’origine de l’affaire McKinsey et de révélations sur le pouvoir des cabinets de conseil dans la fonction publique ; ou L'Abbé Pierre, la fabrique d'un saint de Laëtitia Cherel et Marie-France Etchegoin.

### Des essais scientifiques
L’homme préhistorique est aussi une femme de la préhistorienne Marylène Patou-Mathis, Votre cerveau vous joue des tours par le Docteur en neurosciences Albert Moukheiber ou Décider de son âge par Jean-Marc Lemaitre, directeur de recherche Inserm. 

### Des ouvrages de Matthieu Ricard
Des livres du moine bouddhiste tibétain Matthieu Ricard, dont Plaidoyer pour les animaux (2014), Cerveau et Méditation (2017), une conversation avec le neuroscientifique Wolf Singer, Trois amis en quête de sagesse avec Christophe André et Alexandre Jollien (essai le plus vendu en janvier 2016) et sa suite À nous la liberté ou encore ses mémoires, Carnets d’un moine errant (2021) y sont publiés.

### Des biographies de référence
En particulier celles de Jean-Noël Liaut consacrées à Edmonde Charles-Roux (Elle, Edmonde, 2017), Nancy Mitford (Nancy Mitford. La dame de la rue Monsieur, finaliste du prix Goncourt de la biographie 2019, Andy Warhol (Andy Warhol, le renard blanc ou à la princesse indienne Gayatri Devi (La Princesse insoumise, 2023).
Mais aussi, Pechkoff, le manchot magnifique de Guillemette de Sairigné, lauréat du prix de la biographie de l'Académie française en 2020 qui est la première biographie consacrée à ce personnage hors norme, et Alexandre Grothendieck de Philippe Douroux, la biographie sur le dernier génie des mathématiques,.

### De la littérature française contemporaine
Le premier titre publié par la maison en 2014 était le premier roman de Diane Brasseur, Les Fidélités.
Le catalogue compte notamment Leïla Bouherrafa (Tu mérites un pays, 2022), Jérôme Colin, Ludovic Escande, Florent Oiseau (Je vais m’y mettre, lauréat du prix Saint-Maur en poche 2018, Paris-Venise et Les Magnolias, tous deux finalistes du Prix Orange du Livre,, Les fruits tombent des arbres, lauréat du prix du Roman qui fait du bien de Fontvieille), ou encore les biographies romancées de Denis Rossano (Un père sans enfant, roman vrai consacré à Douglas Sirk).

### Des livres d'humour
La retranscription des dialogues du film La Classe Américaine de Michel Hazanavicius et Dominique Mezerette, accompagnés d’un appareil critique absurde et d’illustrations originales. De l’art d’ennuyer en racontant ses voyages et Le coup de la tranche de jambon, une anthologie du canular de Matthias Debureaux.